# 南京审计大学金审学院
南京审计大学金审学院是南京审计大学举办的普通全日制本科独立学院，具有独立法人资格。

## 历史
- 2002年，批准成立的公有民办二级学院；
- 2004年，改办为独立学院。

## 专业设置
- 审计学
- 会计学
- 金融学
- 国际经济与贸易
- 计算机科学与技术
- 财务管理
- 工商管理
- 信息管理与信息系统
- 保险学
- 物流管理